# Maison Marie Mees Cathérine Biasino

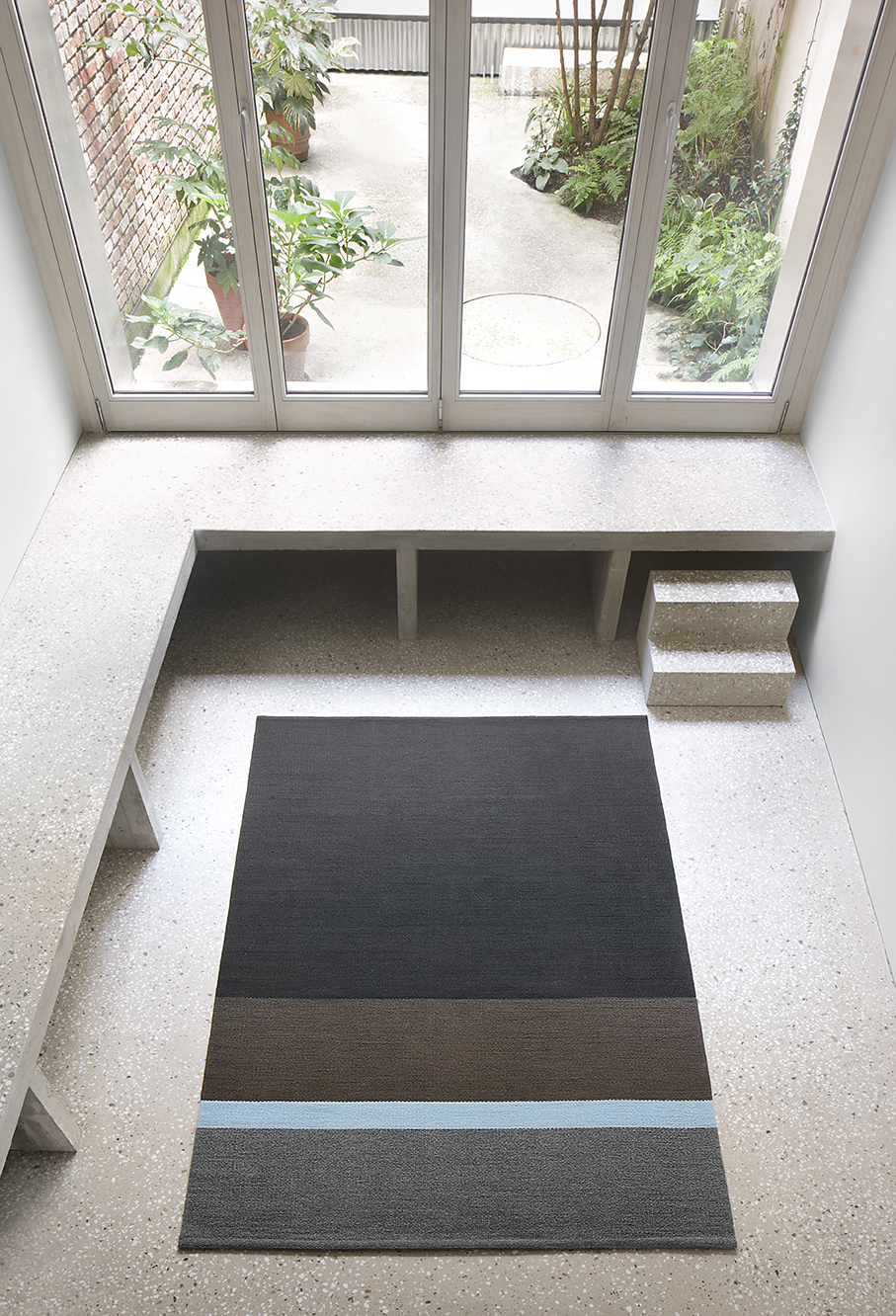
Hetty, een tapijt van The Alfred Collection

Marie Mees (°1956) en Cathérine Biasino (°1971) vormen een Belgisch duo van textielontwerpsters.

## Biografie
Marie Mees studeerde Toegepaste kunsten aan Sint-Lucas Gent en Grafische vormgeving aan de Koninklijke Academie Gent. Ze werkt sinds 1986 als freelance textiel- en interieurontwerpster. In 1996 kreeg Mees een award Design for Europe tijdens Biënnale Interieur. In 2000 lanceerde ze SimplePlus by Marie Mees, een collectie bedlinnen en plaids.
Cathérine Biasino studeerde Textielontwerp en werkt sindsdien als freelance ontwerpster in opdracht en aan eigen collecties.
Marie Mees en Cathérine Biasino wonen en werken in Gent. Ze zijn beide docente aan opleiding Textielontwerp van de LUCA School of Arts in Gent.

## Werk
Met hun ontwerpbureau Maison Marie Mees - Cathérine Biasino, opgericht in 2006, werken zij als freelancers voor verschillende merken in het binnen- en buitenland.
Ze werkten voor onder andere Esprit, Descamps, Casalis, Chilewich, Extremis en Gandia Blasco. Ze werkten samen met architecten als Marie-José Van Hee, Robbrecht & Daem en John Pawson en maakten ontwerpen voor Valerie_objects en Galerie Maniera.
Sinds 2010 werken zij samen onder hun eigen label The Alfred Collection. Hun collectie bestaat voornamelijk uit beddengoed, tafellinnen, tapijten en gordijnen in natuurlijke materialen zoals linnen en wol. Hun stijl wordt gekenmerkt door een sober lijnenspel in zachte kleuren en geometrische patronen met sterke lijnen. ELLE Magazine beschreef hun werk als: "tijdloos, compromisloos, minimalistisch en duurzaam."

## Geselecteerde collecties
- 2007-2008: Maison 01, collectie behangpapier en bijhorende interieurstoffen voor Arte.[7]
- 2017-2018: Maniera 16, gebreide kussens voor meubels in samenwerking met Marie-José Van Hee voor galerie Maniera.[8][9]

## Prijzen en nominaties
- 1991: Festival International du lin, Parijs[10]
- 1992: selectie 'Design for Europe', Interieur Kortrijk[10]
- 1993: selectie 'Toren van Babel', Handelsbeurs Antwerpen[10]
- 2008: Henry Vandevelde Label voor Maison 01[11]
- 2011: Wallpaper Design Award

## Tentoonstellingen (selectie)
- 1997: Triennale di Milano, Milaan
- 2013: Handmade, van Wallpaper, Milaan
- 2014: Toolbox Belgium is Design, Triennale di Milano, Milaan
- 2014: Damn, A Matter of Perception tijdens Biënnale Interieur, Broeltoren, Kortrijk
- 2015: Design Derby 1815-2015, Museum Boijmans Van Beuningen, Rotterdam
- 2016: Belgium is Design, Palazzo Litta, Milaan
- 2016: Een meubel is ook een huis, Design Museum Gent, Gent
- 2016-2017: Hands on Design, 8e Triënnale voor Vormgeving, Design Museum Gent, Gent